# Banco Maisonnave
Banco Maisonnave foi um banco brasileiro.
Surgiu em 1977 pela aquisição da carta-patente do Banco SPI, de São Paulo, que encerrara suas atividades. No final de 1979 já possuía 4 agências e em 1981 oito: Porto Alegre, Caxias do Sul, Curitiba, Rio de Janeiro, São Paulo, Novo Hamburgo, Canoas e São Leopoldo); no final de 1982 eram quinze.
O Banco foi afetado quando o Banco Sulbrasileiro sofreu intervenção em 1985, perdendo muitas aplicações e reduzindo a captação. Seu presidente, Roberto Maisonnave, ainda tentou negociar uma parceria com a American Express, mas teve a negociação vetada pelo Banco Central.
O banco foi liquidado extra-judicialmente em 19 de novembro de 1985, no mesmo dia que o Comind e o Banco Auxiliar de São Paulo, tendo suas agências sido transferidas para o Banco Meridional e BCR.